# Kohærer
En kohærer er en primitiv radiobølge diodedetektor, som blev anvendt tidligt i radiofoniens historie. Men en kohærer er ikke en ensretterdiode. Det engelske navn coherer blev navngivet af professor Oliver Lodge i 1894.
Der er to grundlæggende typer af kohærer: Den originale metalpulver type, kaldet Branly-kohærer; og en senere ikke-perfekte overgang-kohærer type.

## Opbygning og virkemåde
En kohærer består af metalpulver rørindkapslet mellem to typisk skrånende elektroder (sorte) nogle få millimeter fra hinanden, forbundet til terminaler.
Når et radiosignal (eller jævnspænding) med tilstrækkelig styrke, påtrykkes den initielt højohms kohærer, vil den under påvirkning af radiosignaler få reduceret sin modstand betydeligt – og dette kan detekteres af et primitivt ohmmeter. Herefter skal kohæreren mekanisk rystes (dekohærer), så den er højohm igen – og så er den klar den klar til en ny radiodetektionscyklus.

## Historisk
En kohærerfunktion er først omtalt og anvendt af David Edward Hughes i 1878-1880 og blev muligvis opfundet af samme. År 1891 anvender den franske videnskabsmand Édouard Branly en kohærerfunktion.
Kohæreren blev grundlaget for radiomodtagelse omkring år 1900, og forblev bredt anvendt i omkring 10 år. Autokohæren blev opfundet af Jagadish Chandra Bose og anvendt af Guglielmo Marconi i 1901 til verdens første anerkendte interkontinentale radiotransmission.
Kohæreren var en nøgleteknologi for datidens radio, og var den første teknologi anvendt til at detektere radiobølger og dermed muliggjorde praktisk radiobølgebaseret trådløs kommunikation sammen med gnistsendere og buesendere.
Kohæreren blev afløst af de mere følsomme elektrolytiske detektor og krystaldetektoren og blev forældet, selvom kohæreren i 1950'erne en overgang blev anvendt i mindst ét radiofjernstyret stykke legetøj.